# 门德勒·莫凯尔·塞弗里姆

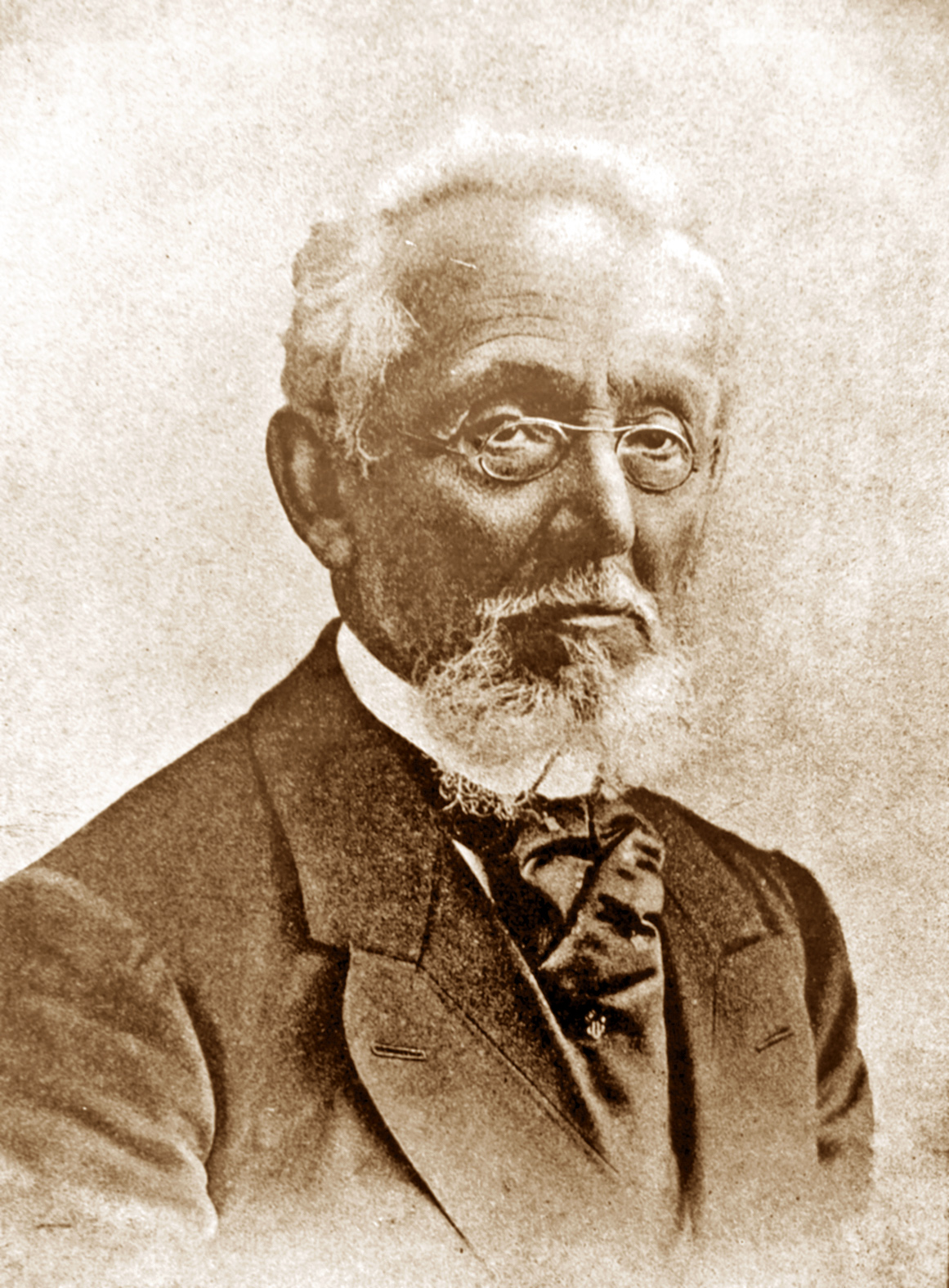
門德勒·莫凱爾·塞弗里姆

门德勒·莫凯尔·塞弗里姆（1836年1月2日–1917年12月8日）是一位犹太作家，他創作了許多意第绪语文學和希伯來文學作品。门德勒·莫凯尔·塞弗里姆本人对复兴希伯来语不感兴趣，反對讓希伯來語成為猶太人的通用語言，不過他用希伯來語創作了不少希伯來文學作品，而且這些希伯來文學作品中混入了圣经希伯来语和密西拿希伯来语。
门德勒·莫凯尔·塞弗里姆生于俄罗斯帝国明斯克省科佩利的一个立陶宛猶太人家庭。他曾在斯盧茨克和维尔纽斯的叶史瓦学习。
1854年，门德勒來到卡缅涅茨-波多利斯基定居。